# Vassy (Calvados)
Vassy és un municipi francès situat al departament de Calvados i a la regió de Normandia. L'any 2007 tenia 1.737 habitants.

## Demografia

### Població
El 2007 la població de fet de Vassy era de 1.737 persones. Hi havia 703 famílies de les quals 202 eren unipersonals (73 homes vivint sols i 129 dones vivint soles), 243 parelles sense fills, 214 parelles amb fills i 44 famílies monoparentals amb fills.
La població ha evolucionat segons el següent gràfic:
Habitants censats

### Habitatges
El 2007 hi havia 823 habitatges, 713 eren l'habitatge principal de la família, 49 eren segones residències i 61 estaven desocupats. 728 eren cases i 92 eren apartaments. Dels 713 habitatges principals, 426 estaven ocupats pels seus propietaris, 271 estaven llogats i ocupats pels llogaters i 16 estaven cedits a títol gratuït; 31 tenien una cambra, 47 en tenien dues, 110 en tenien tres, 186 en tenien quatre i 339 en tenien cinc o més. 460 habitatges disposaven pel capbaix d'una plaça de pàrquing. A 310 habitatges hi havia un automòbil i a 286 n'hi havia dos o més.

### Piràmide de població
La piràmide de població per edats i sexe el 2009 era:
| Homes | Edats   | Dones |
| ----- | ------- | ----- |
| 0     | 95 o +  | 4     |
| 4     | 90 a 94 | 16    |
| 16    | 85 a 89 | 24    |
| 16    | 80 a 84 | 44    |
| 16    | 75 a 79 | 44    |
| 40    | 70 a 74 | 44    |
| 52    | 65 a 69 | 68    |
| 48    | 60 a 64 | 56    |
| 32    | 55 a 59 | 16    |
| 44    | 50 a 54 | 52    |
| 60    | 45 a 49 | 44    |
| 56    | 40 a 44 | 60    |
| 52    | 35 a 39 | 56    |
| 64    | 30 a 34 | 60    |
| 60    | 25 a 29 | 28    |
| 56    | 20 a 24 | 36    |
| 40    | 15 a 19 | 60    |
| 64    | 10 a 14 | 48    |
| 40    | 5 a 9   | 68    |
| 20    | 0 a 4   | 40    |

## Economia
El 2007 la població en edat de treballar era de 1.018 persones, 737 eren actives i 281 eren inactives. De les 737 persones actives 662 estaven ocupades (356 homes i 306 dones) i 74 estaven aturades (35 homes i 39 dones). De les 281 persones inactives 119 estaven jubilades, 90 estaven estudiant i 72 estaven classificades com a «altres inactius».

### Ingressos
El 2009 a Vassy hi havia 737 unitats fiscals que integraven 1.784,5 persones, la mediana anual d'ingressos fiscals per persona era de 15.253 €.

### Activitats econòmiques
Dels 83 establiments que hi havia el 2007, 5 eren d'empreses alimentàries, 5 d'empreses de fabricació d'altres productes industrials, 8 d'empreses de construcció, 19 d'empreses de comerç i reparació d'automòbils, 6 d'empreses de transport, 3 d'empreses d'hostatgeria i restauració, 5 d'empreses financeres, 3 d'empreses immobiliàries, 10 d'empreses de serveis, 14 d'entitats de l'administració pública i 5 d'empreses classificades com a «altres activitats de serveis».
Dels 25 establiments de servei als particulars que hi havia el 2009, 1 era una gendarmeria, 1 oficina de correu, 3 oficines bancàries, 3 tallers de reparació d'automòbils i de material agrícola, 1 autoescola, 1 paleta, 3 fusteries, 4 lampisteries, 1 electricista, 4 perruqueries, 2 veterinaris i 1 saló de bellesa.
Dels 9 establiments comercials que hi havia el 2009, 1 era una gran superfície de material de bricolatge, 1 una botiga de més de 120 m², 2 fleques, 3 carnisseries, 1 una peixateria i 1 una joieria.
L'any 2000 a Vassy hi havia 80 explotacions agrícoles que ocupaven un total de 2.788 hectàrees.

## Equipaments sanitaris i escolars
El 2009 hi havia 1 farmàcia i 1 ambulància.
El 2009 hi havia 1 escola maternal i 1 escola elemental. Vassy disposava d'un col·legi d'educació secundària amb 274 alumnes.

## Poblacions més properes
El següent diagrama mostra les poblacions més properes.